# Unité d'habitation de Firminy-Vert
L’unité d’habitation de Firminy-Vert est un immeuble d'habitation situé à Firminy dans le département de la Loire en France, œuvre de l'architecte Le Corbusier. 

## Historique
Dans les années 1950, les prévisions démographiques de la ville anticipaient une augmentation rapide de la population jusqu'à 50 000 habitants. On demanda à Le Corbusier de concevoir trois unités d’habitation comportant 3 500 logements sur les hauteurs de la ville de Firminy-Vert et un centre commercial à leur pied. Mais la population de la ville stagna à environ 25 000 habitants. Il fut donc décidé de ne pas construire les deux autres unités (en raison aussi du manque d’esthétisme jugé trop imposant par la population)
Les travaux commencèrent en 1965, en même temps que l'inauguration de la maison de la culture. Le Corbusier mourut la même année et fut remplacé par son disciple André Wogenscky qui inaugura le bâtiment en 1967. Sur 414 logements, un maximum de 320 appartements occupés fut atteint vers 1973.
Dans les années 1980, le bâtiment n'était plus apprécié par sa population et de nombreuses familles partirent s'installer dans des maisons individuelles. L'immeuble se vidant de plus en plus il fut décidé de fermer la partie nord et de rapatrier les habitants dans la partie sud afin de réduire les déficits de fonctionnement. Jusqu'en 2003 elle restera la seule unité d'habitation à être gérée par l'Office public d'HLM, et pour permettre la réouverture de la partie fermée il fut décidé de vendre les duplex en copropriété.
En août 2012, l'école, au dernier étage, fut rénovée et une filière de Master Erasmus Mundus MaCLands (métiers des Patrimoine et Gestion des paysages culturels Unesco) de l'Université de Saint-Étienne s'y installa.

## Présentation
Le bâtiment, long de 130 mètres, large de 21 mètres et haut de 51 mètres, orienté selon un axe nord-sud, est implanté sur le piton du Massaridier. Il fut construit avec quatre fois moins de budget que la Cité radieuse de Marseille qui était une commande de l'État français, ce qui se traduisit par des compromis avec Le Corbusier. Par exemple, on installa un stationnement en surface alors qu'il en était prévu un souterrain, moins de matériaux d'isolation ont été utilisés, et les finitions sont sommaires ; par exemple la piscine sur le toit n'est pas carrelée.
Il comprend 17 niveaux desservis par sept rues « étages » comprenant 414 appartements en duplex, faisant de l’unité la plus grande sur les cinq existantes dans le monde, avec une superficie totale 27 859 m2. Les duplex vont du T2 au T6 et ont une double exposition au soleil grâce à une conception traversante. Les mesures des appartements découlent des calculs du Modulor : le module de base a une hauteur de 2,26 m et une largeur de 1,83 m.
Une boîte postale se situe également au sein de l'unité d'habitation.
Au sommet, sur une terrasse, se trouve une école maternelle. Elle occupe toute la longueur de l’édifice sur deux niveaux. Elle est constituée de huit classes prévues pour accueillir les enfants des trois unités d'habitation initialement planifiées. Elle resta ouverte une trentaine d'années jusqu'en 1999 et fut fermée pour des raisons de sécurité et en raison d'un nombre d'enfants insuffisant. Aujourd'hui, elle se visite à la suite de l'appartement témoin, mais une partie de ses locaux est utilisée en annexe de l'Université de Saint-Étienne pour l'enseignement de la filière Master Erasmus Mundus MaCLands (métiers des Patrimoine et Gestion des paysages culturels Unesco). La terrasse, quant à elle, n'est plus en accès libre pour des raisons de sécurité. Elle est occupée par des infrastructures publiques : des solariums orientés est et ouest, un théâtre en plein air, des bancs, des cours de récréation. On peut également la visiter sur rendez-vous.
Une radio locale se situe également à l’intérieur de l'unité d'habitation (Radio Ondaine).
L'unité ne comporte pas de commerce au sein du bâtiment : un centre commercial était prévu à l'origine entre les trois unités à construire.
L'édifice est classé monument historique en 1993 et 2010. 

## Galerie

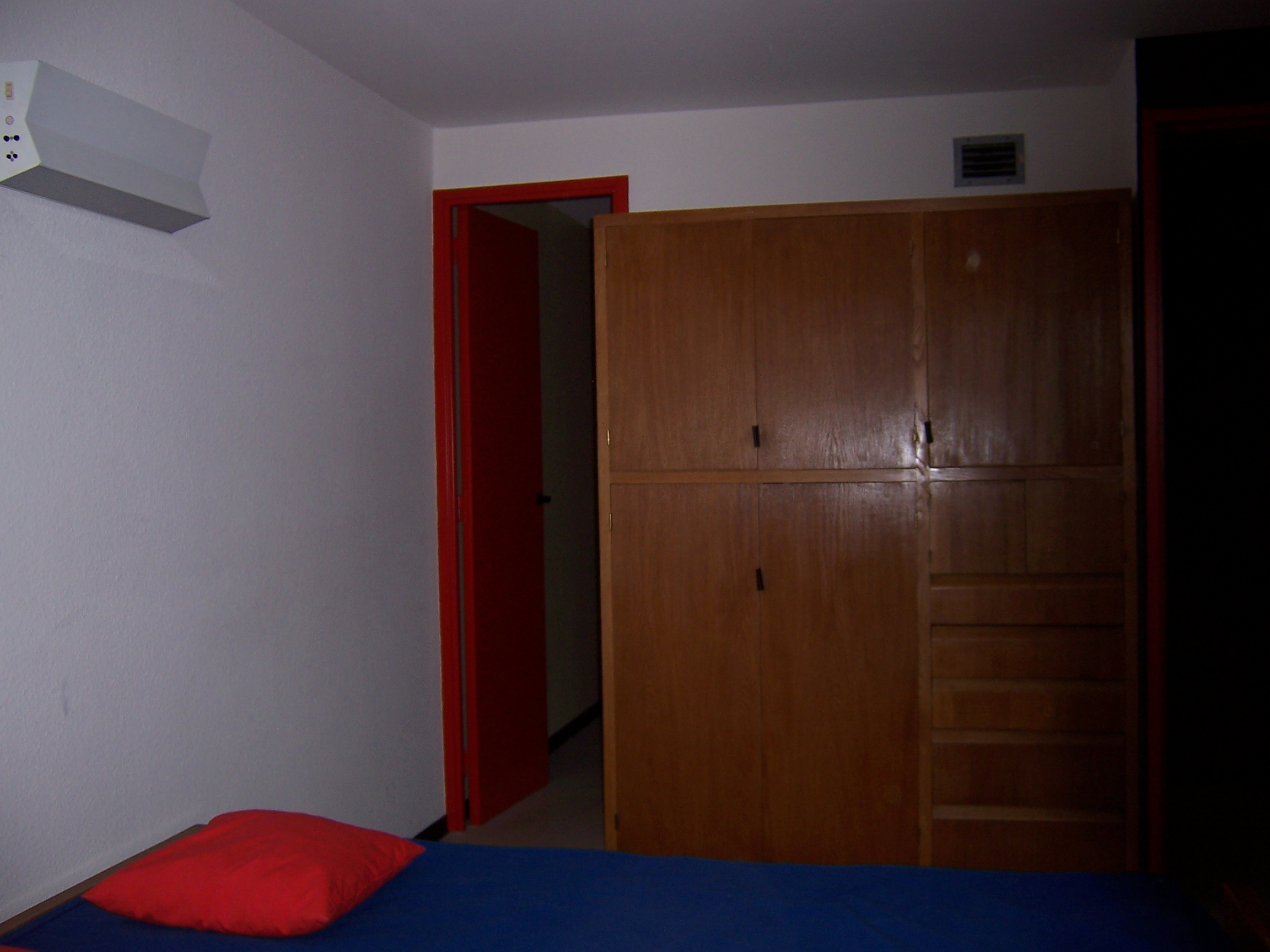
Intérieur du duplex témoin.
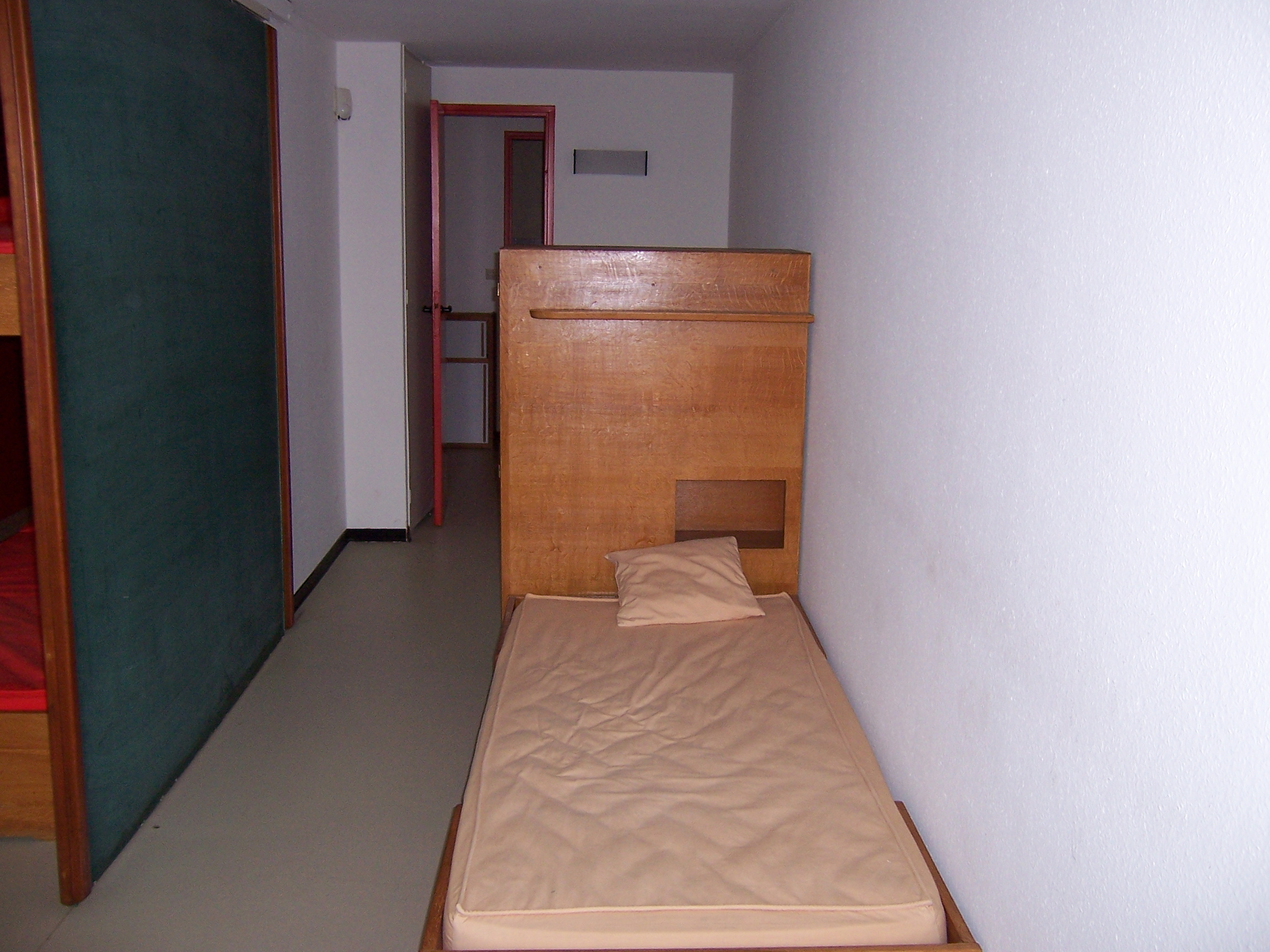
Intérieur du duplex témoin.
Toit-terrasse.
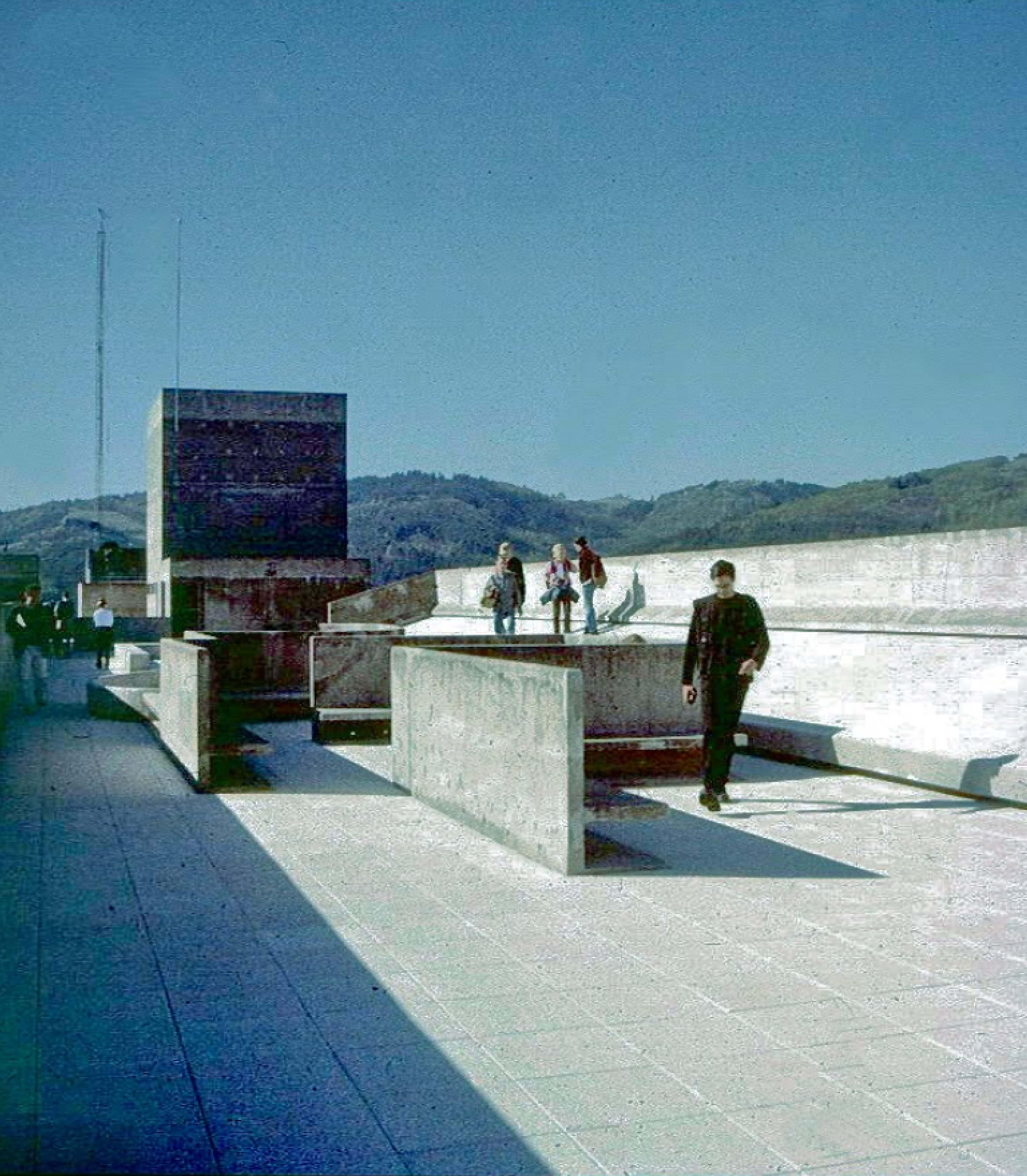
Unité d'habitation à Firminy-Vert, 1997